# Darcy Darnell
Darcy Darnell (* 30. September 1967 in San Diego, Kalifornien) ist eine US-amerikanische Fernsehschauspielerin.

## Schauspielkarriere
Darcy Darnell trat erstmals 1990 in einer Folge der Fernsehshow Der Preis ist heiß auf. Ihre erste Schauspielrolle war in der Fernsehserie P.S.I. Luv U im Jahr 1991. Darnell war in insgesamt vier Episoden auf der Leinwand zu sehen. Zwischen 1991 und 1993 war sie in acht Folgen von Palm Beach-Duo zu sehen und spielte 1993 ebenfalls sich selbst in einer Folge von Renegade – Gnadenlose Jagd. 1994 war Darnell in sechs Episoden, davon fünf als sie selbst, der Fernsehserie Baywatch – Die Rettungsschwimmer von Malibu zu sehen. In der sechsten war sie in einer Statistenrolle auf der Leinwand. 2015 war sie in der Reality-Show The Real Housewives of Orange County in einer Folge zu sehen.

## Filmografie
Als Schauspielerin
- 1991: P.S.I. Luv U (Fernsehserie, 4 Folgen)
- 1991–1993: Palm Beach-Duo (Silk Stalkings, Fernsehserie, 8 Folgen)
- 1994: Baywatch – Die Rettungsschwimmer von Malibu (Baywatch, Fernsehserie, 1 Folge)

Als sie selbst
- 1990: Der Preis ist heiß (The Price is Right, Fernsehserie, 1 Folge)
- 1993: Renegade – Gnadenlose Jagd (Renedage, Fernsehserie, 1 Folge)
- 1994: Baywatch – Die Rettungsschwimmer von Malibu (Baywatch, Fernsehserie, 5 Folgen)
- 2015: The Real Housewives of Orange County (Fernsehserie, 1 Folge)